# Kloogaranna
Kloogaranna är en by i nordvästra Estland. Den ligger i Lääne-Harju kommun i Harjumaa, 30 km väster om huvudstaden Tallinn. Antalet invånare var 213 år 2011. Orten tillhörde Keila kommun 1992–2017.

## Geografi
Orten ligger utmed stranden i viken Lahepere laht. Runt Kloogaranna är det ganska glesbefolkat, med 39 invånare per kvadratkilometer. Närmaste stad är Keila, 10 km sydost om Kloogaranna.

## Badort
Kloogaranna var under Sovjettiden en mycket populär badplats då det finns långa sandstränder med långgrunt vatten, som blir ganska varmt, och under den tiden byggdes det järnväg till Kloogaranna från grannorten Klooga, som ligger inåt landet. Sedan 1990-talet har populariteten avtagit och det fanns under lång tid varken några kaféer eller andra serveringar vid stranden eller andra faciliteter. Sedan 2021 finns dock under sommartid kiosker och en servering i anslutning till stranden samt har en basketplan byggts och nät är uppsatta för beachvolley. 

## Kommunikationer
Kloogaranna har en järnvägsförbindelse med Tallinn och stationen ligger precis intill den långa sandstranden. Det går normalt sex-sju tåg per dag i vardera riktning med nationella estniska tågbolaget Elron. Restiden från Tallinn till Kloogaranna är cirka 50 minuter. 

## Kultur och evenemang
Under sommartid arrangeras sedan flera år Kloogaranna festival då det finns extrainsatta tåg från Tallinn. 